# Зара Мохаммаді
Зара Мохаммаді або Захра Мохаммаді (нар. 1990, Деголані, Курдистан, Ірак) — курдська активістка та вчителька рідної мови з провінції Курдистан в Ірані, яка зазнала політичних репресій. Директорка Культурної асоціації Ноджін — організації, фахівці якої викладають та пропагують курдську мову та ідентичність в Ірані, де вона дозволена як «племінна та регіональна мова» законом, але не має реального застосування для навчання у закладах загальної середньої освіти..
У травні 2019 року її заарештувала спецслужба Ірану, звинувативши в роботі на курдську опозицію та замаху на порушення національної безпеки. Звільнена через кілька місяців, влітку 2020 року, вона була засуджена до 10 років позбавлення волі за «створення групи проти державної безпеки». У січні 2022 року цей вирок було зменшено до 5 років позбавлення волі після скарги кількох правозахисних організацій, таких як Amnesty International, Front Line Defenders та Організація непредставлених націй та народів.
У грудні 2022 року BBC назвало Зару Мохаммаді однією зі 100 надихущих і впливових жінок 2022 року.

## Життєпис
Зара Мохаммаді народилася в 1990 або 1991 році в селі в Іранському Курдистані, але пізніше жила в муніципалітеті Найсер, в окрузі Санандадж, також в Ірані. Закінчила Університет Бірджанда, де вивчала геополітику. У своїй педагогічній та освітній діяльності, починаючи з підліткового віку та протягом більш як 10 років, Зара викладала курдську мову в місті Сенендедж та сусідніх регіонах.
У 2013 році Зара стала співзасновником Соціально-культурної асоціації Nojin, яка здійснює просування курдської мови та культурної ідентичності, а також навчання захисту довкілля.. Після дозволу від Міністерства внутрішніх справ Ірану її обрано керівником асоціації з кількома філіями в інших місцях Іранського Курдистану.

## Затримання та судові репресії
16 травня 2019 року на кладовищі в курдському селі Кулан (округ Маріван) під час вшанування пам'яті вбитого молодого активіста Нарміна Ватанкха, іранські сили безпеки провели рейд і заарештували сімох з присутніх громадських активістів. Через кілька днів, 23 травня, спецпризначенці з цього району ввірвалися до будинку і також заарештували Зару Мохаммаді.
Спочатку влада звинуватила її у відповідальності за посягання на національну безпеку Ірану, за що її ув'язнили на 6 місяців і змусили зробити зізнання. Її звільнили 2 грудня того ж року під заставу в 700 мільйонів томанів — еквівалент 7000 мільйонів іранських ріалів, приблизно 150 000 євро за обмінним курсом січня 2022 року. Тому Amnesty International осудили арешт активістки, заявивши, що Зара Мохаммаді була заарештована «тільки через її зв'язок із розвитком курдської національної меншини». Протягом цього часу сім'я іноді могла відвідувати Зару.
У період з 16 лютого по 15 липня 2020 року суддя Саїді Ісламського революційного суду Санандаджу засудила її до 10 років ув'язнення за звинуваченням у «створенні груп і товариств з метою порушення національної безпеки». Це рішення гостро критикували кілька правозахисних організацій, які вважають Зару Мохаммаді жертвою політичних репресій в Ірані, не пов'язаною з Соціально-культурною асоціацією Ноджін і переслідуваною за її громадську діяльність.
У жовтні 2020 року апеляційний суд № 4 у Санандаджі зменшив вирок до 5 років позбавлення волі. Хоча адвокати вчительки та активістки подали апеляцію, посилаючись на статтю 477 Кримінального кодексу Ісламського Ірану, 13 лютого 2021 року їй повідомили, що той самий суд залишив вирок без змін. 2 січня, після подальших апеляцій до Апеляційної палати та Верховного суду Ірану, Головний суд провінції Курдистан відхилив будь-яку подальшу апеляцію та наказав відправити Зару Мохаммаді до в'язниці для відбування п'ятирічного ув'язнення Зара також є членом ради директорів Ножинської культурно-громадської ради.
Попри те, що її засудили до п'яти років ув'язнення, 10 лютого 2023 року Зара вийшла на свободу без її клопотання про амністію. Після виходу на свободу активістка опублікувала відео у своєму Instagram- акаунті та заявила: «Ні я, ні мій адвокат не підписували жодного прохання про амністію і ніколи я цього не зроблю!».

## Визнання
У грудні 2022 року BBC визнала її однією з 100 впливових жінок у світі.